# Анаксарх
Анаксарх (стгрч. Αναξαρχος Αναξαρχος; око 380. п. н. е. - око 320. п. н. е.) је старогрчки филозоф, познат по свом утицају на Александра Великог.
Са почетком похода на Азију, Анаксарх се придружио македонској војсци и постао један од Александрових блиских сарадника. Древни извори наводе неколико сукоба између Анаксарха и другог дворског филозофа, Калистена. Њихова конфронтација није била само личне, већ и идеолошке природе. Анаксарх је био један од првих који је предложио званично обожење Александра и увођење проскинезе (прострације са љубљењем стопала). Према античким изворима, ни Анаксарх ни Александар статус божанства нису схватали озбиљно, већ су га видели само као политички инструмент. Анаксарх је такође бранио превласт краља над законима и моралним стандардима.
Након хапшења Калистена, Анаксарх је постао најближи поузданик и пријатељ Александра Великог. Његов утицај је повезан са трансформацијом Александрове личности, који се претворио у човека чије су поступке одређивале само његове сопствене жеље. После Александрове смрти, Анаксарх је отишао на Кипар, где га је ухватио локални краљ Никокреонт и погубио са посебном окрутношћу. Током мучења, Анаксарх се показао као прави филозоф. Према једној верзији, краљ је наредио да се Анаксарх стави на справу за мучење, на шта је филозоф рекао: „Грши, лупи Анаксархову кожу – Анаксарха нећеш згњечити!“
О Анаксарховим филозофским ставовима се мало зна. Један од његових ученика, Пиро, постао је оснивач скептицизма.

## Биографија
Анаксарх је рођен око 380. п. н. е. у трачком граду Абдери. Оно што се мало зна о његовом животу потиче првенствено из биографија Александра Великог. Према Диогену Лаертију, „живео је био током 110. Олимпијаде“ (340-337. п. н. е.).
Са почетком Александровог похода на Ахеменидско царство, Анаксарх се придружио македонској војсци и постао, заједно са својим учеником Пироном, један од блиских Александрових филозофа. Непријатељство је настало између Анаксарха и Калистена, другог филозофа на двору македонског краља. Противречности између два филозофа нису биле само личне, већ и идеолошке природе. Тако се Анаксарх током разговора о клими на одређеном месту дуж путање Александрових трупа није сложио са онима који су тврдили да је „овде“ хладније него у Грчкој. На то је Калистен приметио да је Анаксарх погрешио, јер је у Грчкој спавао у дроњцима, а „овде” - под три тепиха. У овом случају, Калистен је замерио Анаксарху што је одступио од идеала нестицања и, уместо сиромаштва које приличи филозофима, бавио се гомилањем богатства подстичући зле склоности Александра.
Према Аријану, Анаксарх је први предложио обожење Александра и увођење проскинезе. Прострација праћена љубљењем стопала била је део персијске културе, али су јој се оштро противили македонски ратници. На једном од празника, уз претходни пристанак Александра, Анаксарх је почео да говори да је исправније да Македонци поштују Александра као божанство, а не тебанског Диониса и аргивског Херкула. Анаксарх је тврдио да би било исправно да га узвисе за време његовог живота, пошто ће после Александрове смрти и даље бити поштовани као божанство. Неки од присутних су се сложили са Анаксархом и изјавили да су спремни да се поклоне Александру. Против овога се огласио Калистен љутитим говором. Након тога, 328. године п. н. е. Калистен је ухапшен и умро у заточеништву. Један од главних Калистенових злобника, који га је можда довео до срамоте, био је Анаксарх.
Докази из извора који супротстављају Анаксарха и Калистена у корист потоњег последица су активности перипатетичке школе. Калистен је, за разлику од Анаксарха, припадао Аристотеловим ученицима, чији су следбеници окруживали свог „духовног брата” ореолом мучеништва. Дакле, један од најпознатијих Анаксархових текстова припада перипатетичком Клеру. Плутархов извештај да је Анаксарх био један од најближих краљевих пријатеља може указивати на то да је Александар задржао интересовање за филозофију и природне науке.

## Улога на двору Александра Великог
Иако је Анаксарх био један од иницијатора званичног обожења Александра, он је сам, према античким изворима, био веома скептичан и духовит према „божанству“ краља. Тако је, према Клаудију Елијану, током Александрове болести, Анаксарх исмевао лекове дате краљу речима „Наде нашег божанства су на дну чаше“. Према Диогену Лаертију, као одговор на Александров захтев да га поштује као Зевсовог сина, Анаксарх је показао на његове ране које крваре и рекао: „Али ово је крв, а не влага која тече из срећних становника неба!“. Плутарх такође даје анегдоту, као за време грмљавине Анаксарха обратио се Александру са питањем зашто „Зевсов син“ никада није урадио ништа слично, на шта је добио одговор: „Зашто да изазивам ужас у својим пријатељима?“ Поређење података да је Анаксарх један од првих који је предложио да се Александра сматра богом и истовремено се шалио на рачун краљевог божанства може указивати на то да ни филозоф ни краљ нису озбиљно схватили статус божанства. За њих је то било политичко оруђе, а не вера или уверење.
Антички извори описују неколико прича које показују утицај Анаксарха на Александровом двору. Тако је на једној од гозби македонски краљ упитао да ли се филозофу свиђају посластице. Анаксарх је одговорио: „Све је сјајно, краљу, али још треба да поднесемо главу једног сатрапа“, наговештавајући присуство Никокреонта, краља Саламине на Кипру. Једном је Александар наредио да Анаксарху да новац колико жели. Када је благајник известио краља да је филозоф тражио огромну суму од 100 таланата, Александар је наредио да се тај захтев испуни речима: „то значи да он зна да има пријатеља који жели и може дати такав дар. Историчари користе овај фрагмент да опишу Александрову великодушност.
После убиства 328. п. н. е. У стању интоксикације, једног од његових најоданијих војсковођа, Клита Црног, Александар је неколико дана био потиштен и није излазио из шатора. Да би Александра вратио обављању дужности, код њега су позвани свештеници и философи, међу којима и Анаксарх. Филозоф је пронашао речи које су умириле краља. Рекао је да су сви поступци великог краља праведни, будући да су изнад сваког морала. Иако је Анаксарх својим говором успео да изведе Александра из депресије, његове речи су, према Плутарху, инспирисале краља на још веће непоштовање закона и ароганцију. Једном је Анаксарх нехотице узнемирио краља када је почео да говори Александру о постојању бесконачног броја светова. Александрово незадовољство изазвало је схватање да их не може све освојити.
Током Александрових похода, Анаксарх се заједно са својим учеником Пироном сусрео са индијским мудрацима, гимнозофима и мађионичарима. Током једног од састанака, индијски мудрац је замерио Анаксарху што подучава друге, док он сам „плеше уз краљевску мелодију“. Овај сусрет, према древној традицији, постао је прекретница у животу и учењу Пирона, који је напустио Анаксарха, повукао се у осаму и постао оснивач скептицизма. Древни извори дају још једну причу о односу два филозофа. Када је Анаксарх пао у мочвару, Пирон је прошао и није се руковао са учитељем. Тако је показао „равнодушност и недостатак љубави“.
Антички извори индиректно повезују смрт Александра са Анаксархом. Дакле, када су Халдејци предвидели да ће краљ умрети ако уђе у Вавилон, Анаксарх је убедио Александра да игнорише пророчанство.

## Смрт
После смрти Александра Великог, око 320. године п. н. е. Анаксарх је завршио на Кипру, где га је ухватио краљ Никокреонт и погубио. Древни извори повезују смрт Анаксарха са краљевом осветом филозофу за увреду нанету на Александровом двору, и дају три верзије погубљења. Према Диогену Лаертију, Никокреонт је наредио да се Анаксарх стваи на справу за мучење. Цицерон је писао да је кипарски тиранин наредио да се филозоф буде исецкани. Према Валерију Максиму, Никокреонт је мучио филозофа и претио да ће му одсећи језик. После овога је сам Анаксарх одгризао свој језик и испљунуо га Никокреонту.

## Филозофија
Анаксарх је припадао филозофској школи Демокрита. Учио је код Диогена из Смирне, који је заузврат слушао Метродора са Хиоса, ученика ученика Демокрита Неса са Хиоса и Метродора из Абдере. Анаксарх је такође био под утицајем учења киника.
Епитет „Еудаимоникос” („срећан”) сугерише да је следио еудаимонизам – етички правац који жељу за постизањем среће сматра критеријумом морала и основом људског понашања. Према Плутарху, Анаксарх је презирао општеприхваћена гледишта и покушавао је да пронађе „посебан пут“ у филозофији. Вероватно је био заинтересован за природну филозофију и, у духу атомистичког учења, веровао је да постоји бесконачан број светова.
Анаксарх је развио Демокритову идеју о нескладу између стварности и њене перцепције. На основу ове идеје, Анаксарх је негирао постојање критеријума истине и способности и човек може да разликује истинито од лажног. Анаксарх је такође био аутор једног од првих античких дела „О краљевској моћи“. Из ове расправе до нас су дошла само два фрагмента. У једном, Анаксарх пише о опасностима и предностима „много знања“ и дефинише мудрост као „знање правог тренутка“. Други каже да је богатство тешко стећи, али још теже одржати.
Страбон помиње Анаксархову исправку Хомерових песама, под покровитељством Александра. Филозоф им је доставио и своје коментаре.